# Evangelisch-reformierte Kirche Langenholzhausen

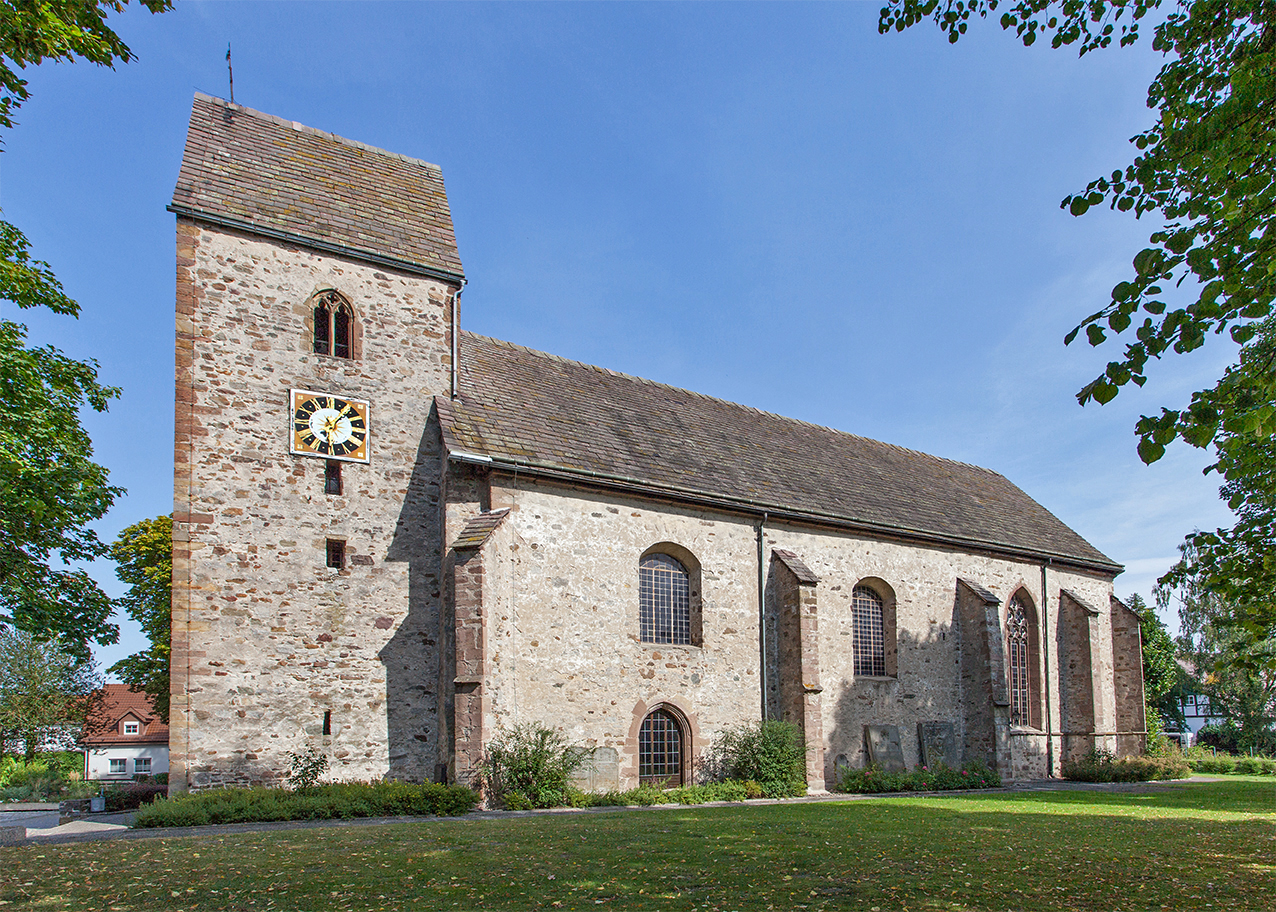
Evangelisch-reformierte Kirche in Langenholzhausen

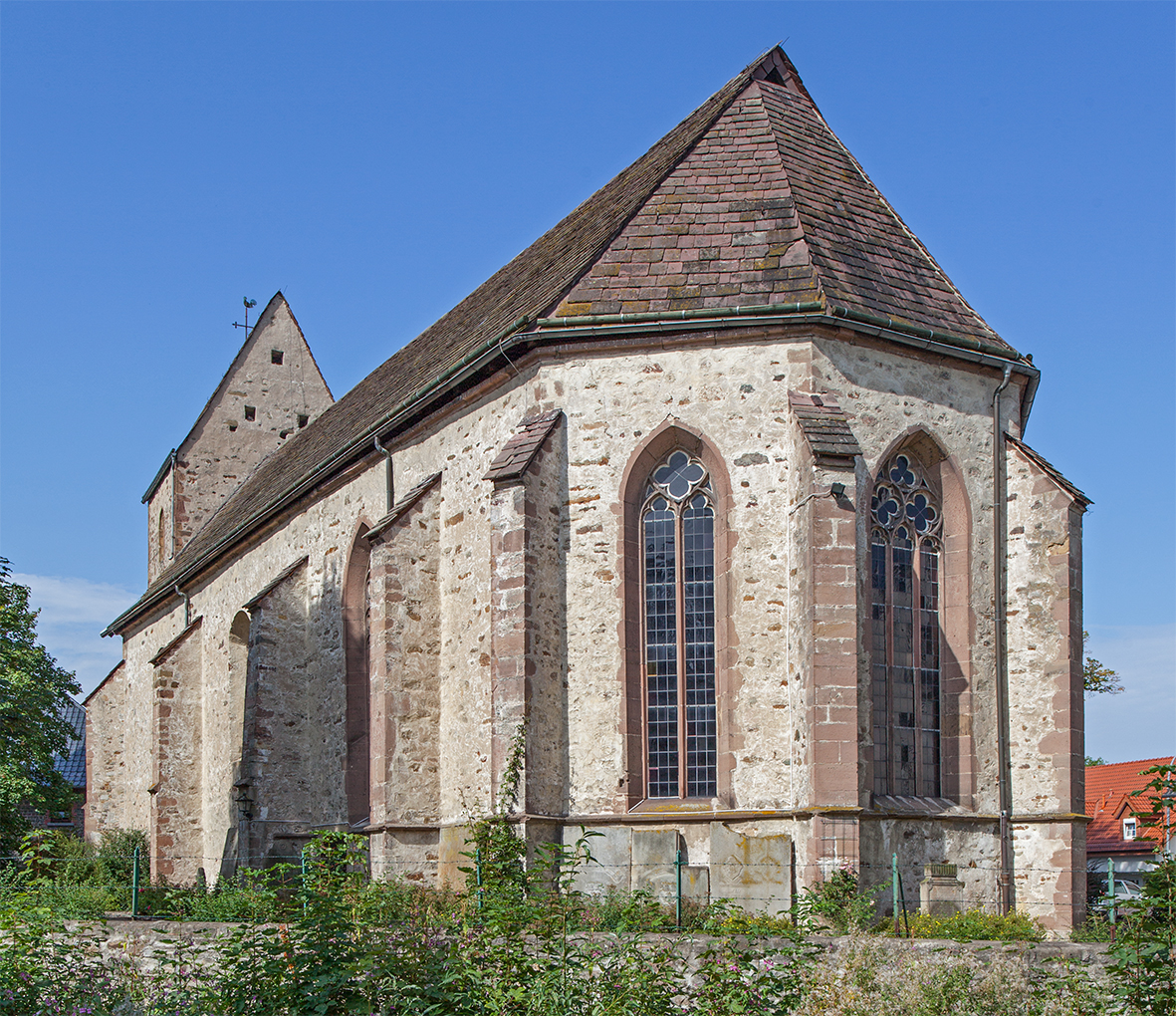
Kirche in Langenholzhausen

Die Evangelisch-reformierte Kirche ist ein denkmalgeschütztes Kirchengebäude in der Krämerstraße in Langenholzhausen, einem Ortsteil von Kalletal im Kreis Lippe (Nordrhein-Westfalen).

## Geschichte und Architektur
Die Kirche war ursprünglich der hl. Helena geweiht, sie wurde 1245 erstmals urkundlich erwähnt. Die Vorgängerkirche, ein ungewölbter Bau, stammt wohl aus dem 12. Jahrhundert. Er wurde im 14. Jahrhundert um ein östliches Schiffsjoch und den Chor erweitert. Die beiden Westjoche wurden spätgotisch eingewölbt. Der heutige dreijochige, gewölbte Saal schließt mit einem 5/8-Chor. Ein Strebepfeiler an der Nordseite ist mit 1522 bezeichnet. Umfangreich renoviert wurde das Gebäude 1953/54 und von 1972 bis 1975. Die Kirche ist ein Bruchsteinbau mit Strebepfeilern, die Ostseite ist mit zwei- und dreibahnigen Maßwerkfenstern reicher gestaltet. Das Schiff ist durch ein Spitzbogenportal begehbar, die Fenster sind korbbogig verändert. Am Turmportal wurde ein romanisches Tympanon mit einem griechischen Kreuz wiederverwendet. Der Chor und das angrenzende Joch sind mit Birnstabrippen und Scheitelgraten über schlanken Runddiensten gewölbt. Die Schlusssteine sind mit der lippischen Rose und einem Christuskopf verziert. In den beiden Westjochen ruhen stärker gebuste Rippengewölbe auf polygonalen Wandpfeilern; der Turmraum ist gratgewölbt. Die Sakramentsnische zeigt einen Stern im Giebelfeld. Reste von Wandmalereien vom dritten Viertel des 15. Jahrhunderts mit Darstellungen der Heiligen Georg, Laurentius und Elisabeth sind erhalten. Die Rankenmalereien im Chorgewölbe wurden ergänzt.

## Ausstattung
Es werden Sandsteinepitaphe mit figürlichen Darstellungen der Familien de Wendt (Reineke von 1535, Simon von 1548 und Margarete von 1561) ausgestellt. Außen an der Südwand steht das Grabdenkmal des holländischen Festungsingenieurs Johan van Rijswijk.
Die Orgel wurde 1752 von Christian Klausing eingebaut und 1860 durch Christian Wilhelm Möhling um ein freies Pedal erweitert. Von 1953 bis 1955 erfolgte eine Erweiterung durch Gustav Steinmann Orgelbau, 1970 eine Restaurierung.
Eine Glocke wurde 1515 von Johann Kremer gegossen.

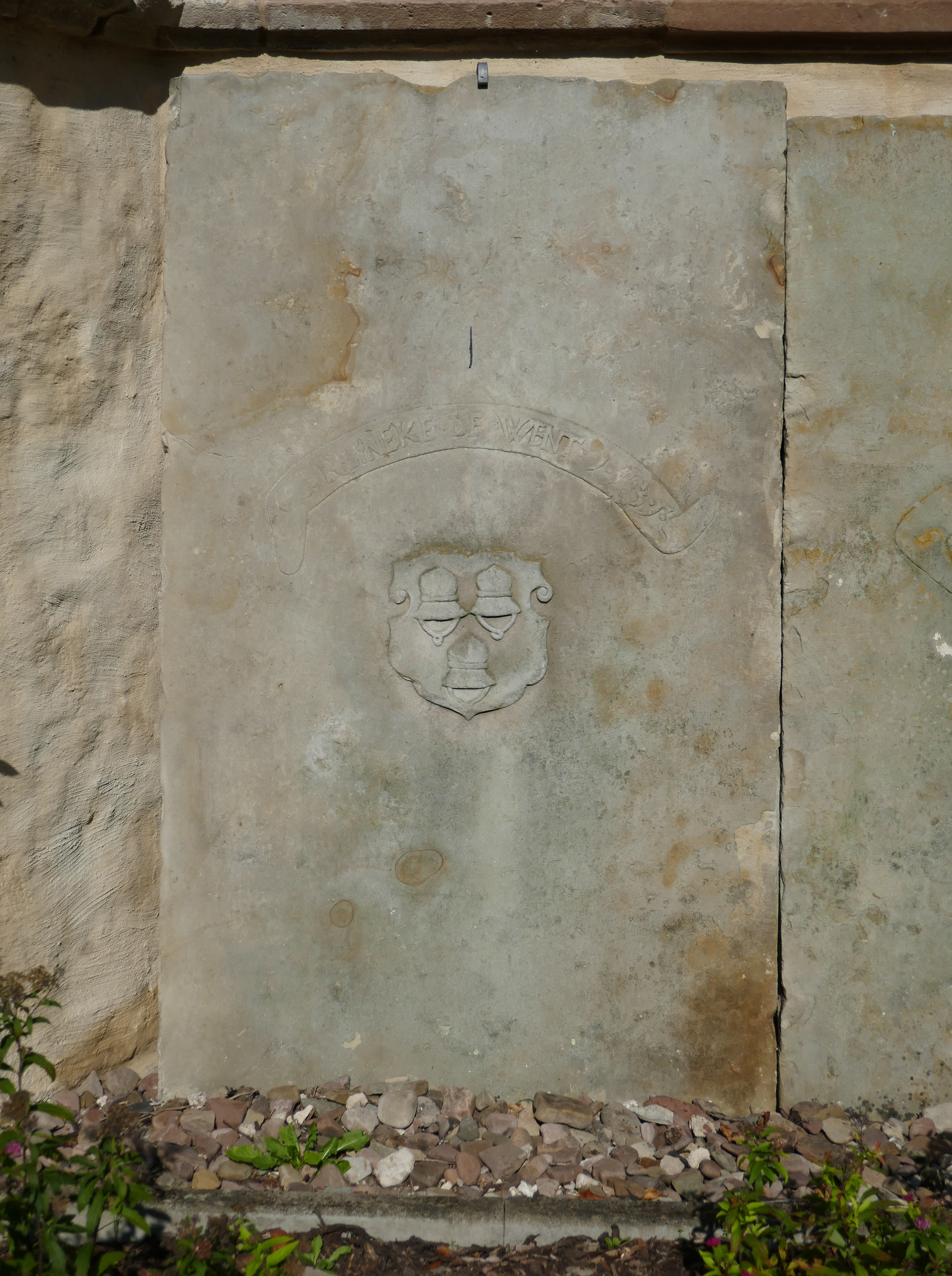
Grabplatte des Reineke de Wendt
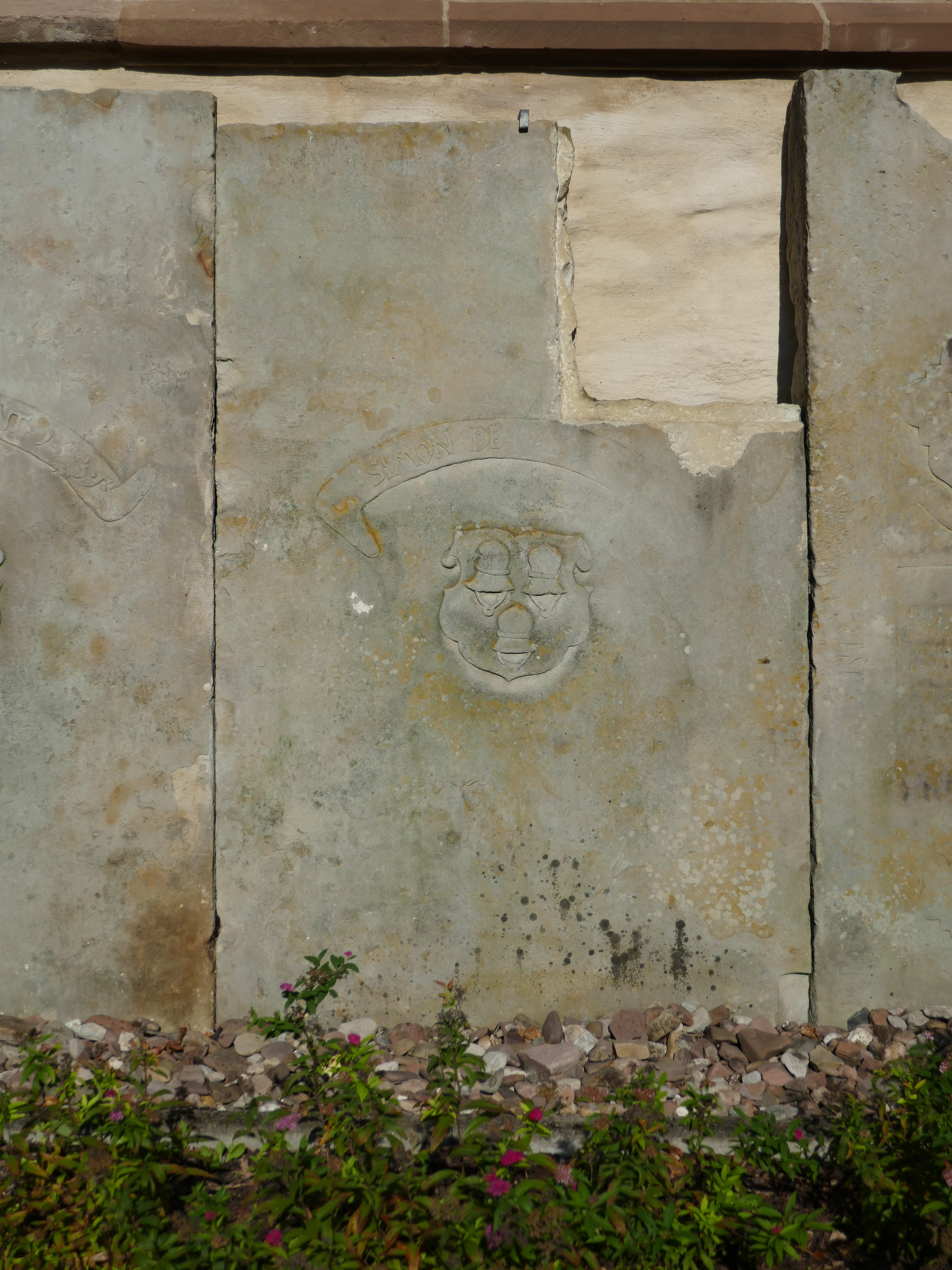
Grabplatte des Simon de Wendt
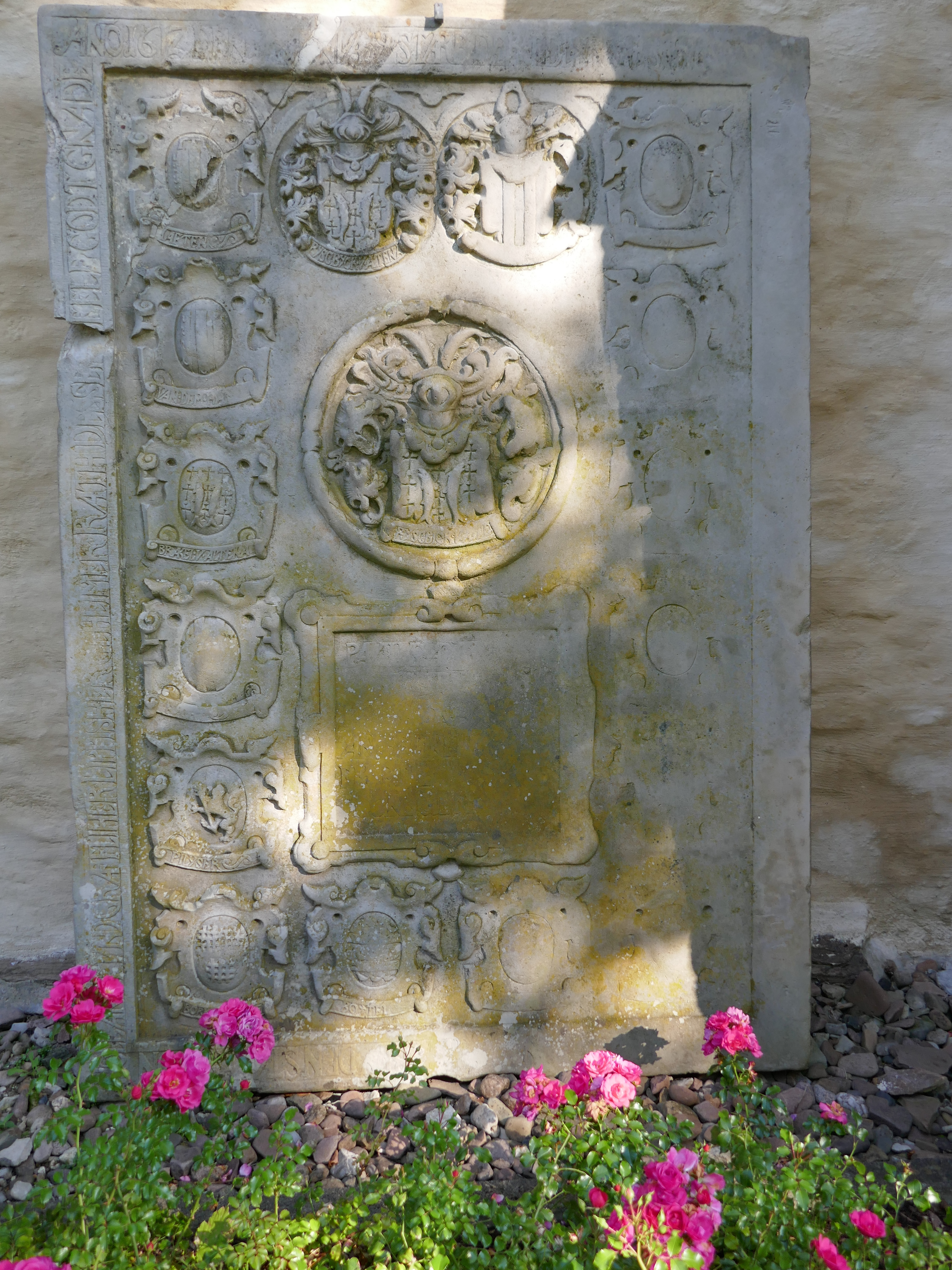
Grabplatte des Johan van Rijswijk